# Хокинс, Джон
Сэр Джон Хокинс (англ. John Hawkins или John Hawkyns), (Плимут, 1532 — Вест-Индия (в море) 12 ноября 1595) — английский моряк, кораблестроитель, адмирал, талантливый организатор, коммерсант, работорговец, пират. За отвагу в битве с Непобедимой армадой пожалован в рыцарство (1588).
Потомственный дворянин. Сын сэра Уильяма Хокинса и Джоан Трелони. По материнской линии восходит к Элеоноре Ланкастерской.
Отец Джона Уильям был доверенным лицом Генриха VIII и одним из выдающихся капитанов Англии.

## Первое плавание
В 1560 году Джон Хокинс появился в Лондоне и начал искать финансовую поддержку для своей первой экспедиции в Африку и Испанскую Америку, главной целью которой была работорговля. Среди пайщиков организуемого предприятия оказались глава Московской компании Лайонел Дакетт, сын лорд-мэра Лондона Томас Лодж, сюрвейер флота Бенджамин Гонсон, тесть Хокинса, сэр Уильям Винтер, инспектор флота.
В октябре 1562 года под командованием Хокинса было три корабля: «Solomon» (водоизмещением 120 тонн), «Swallow» (100 тонн) и «Ione» (40 тонн). Они покинули Англию, взяв курс на побережье Западной Африки. Сумев избежать испано-португальских засад, он пристал к побережью Гвинеи, где через некоторое время добыл по меньшей мере 300 негров.
По данным португальских источников,[каких?] Хокинс захватил суммарно 5 невольничьих судов с 910 неграми на них. С этой добычей он поплыл через океан к острову Эспаньола и там по сходной цене сбыл английские товары и часть негров. Затем, продолжая путь, англичане побывали в нескольких портовых городах Вест-Индии и постепенно распродали испанским колонистам весь свой груз. В обмен Хокинс получил такое огромное количество товаров, что не только заполнил трюмы своих кораблей шкурами, имбирём, сахаром и даже жемчугом, но и нагрузил ещё два громадных судна и отправил их в Испанию.
Для чего ему понадобилось отправлять корабли в Испанию, до сих пор остаётся загадкой: они были захвачены сразу же по прибытии со всем грузом и экипажем. По подсчётам Хокинса, он потерял при этом 20 тысяч фунтов стерлингов.
Вернувшись в Англию в сентябре следующего года, предприимчивый работорговец вложил часть полученной прибыли в покупку дома недалеко от лондонского Тауэра.

## Второе плавание
Окрылённый удачей, Хокинс в октябре 1564 года подготовил вторую экспедицию. Она была подготовлена при поддержке лондонских купцов и придворных, королева Елизавета даже предоставила в распоряжение Хокинса старый 700-тонный корабль «Jesus of Lyubek». Кроме этого корабля, ставшего флагманом экспедиции, в плавании участвовали суда «Tiger» и «Swallow». Добыв на берегах Западной Африки около четырёхсот рабов, англичане пересекли Атлантический океан и достигли побережья Венесуэлы. Хотя испанские колониальные власти в Борбурате, а затем в Рио-де-ла-Аче боялись торговать с иностранцами, Хокинс, действуя где хитростью, где угрозой применения силы, сумел обменять африканцев на золото, серебро, жемчуг и драгоценные камни.
От берегов Южной Америки флотилия направились сначала в кубинские воды, а затем во Флориду, где посетила колонию французских гугенотов Форт-Каролину. На родину работорговцы вернулись в сентябре 1565 года. Прибыль от этого предприятия составила, по разным оценкам, от 30 до 60 %.

## Третье плавание
Очередная экспедиция планировалась на лето 1566 года. Однако испанский посол в Лондоне, узнав о намерении Хокинса, обратился с резким протестом к английской королеве. Хокинс был вызван в адмиралтейство, где он поклялся не плавать в Вест-Индию. И сдержал своё слово. 9 ноября в море вышли четыре его корабля, но командовал ими капитан Джон Лоувел.
Когда флотилия Лоувела возвращалась из своего пиратского рейса домой, Хокинс уже заканчивал подготовку новой экспедиции. В этом проекте участвовали лондонское купечество, адмирал Уильям Уинтер, члены правительства и сама королева. Елизавета предоставила в распоряжение предприимчивого авантюриста два корабля: «Jesus of Lyubek» (вооружённый 22 тяжёлыми и 42 лёгкими орудиями) и «Minion» (водоизмещением 340 тонн). Сам Хокинс выделил для участия в походе четыре своих корабля: «William and John», «Swallow», «Angel» и «Jidith». Накануне отплытия экспедиции испанский посол дон Гусман де Сильва с тревогой доносил королю Филиппу II:

Я имел с королевой беседу касательно тех шести кораблей, что снаряжены для Хокинса. Она сказала, что пригласила к себе купцов и заставила их принести клятву в том, что они не ступят ногой на запретные для них земли Вашего Величества, в чём я сомневаюсь, ибо им нужны рабы для Вест-Индии.
В начале августа 1567 года, когда корабли Хокинса прошли по Темзе к морю, в Плимут вернулась флотилия Лоувела. Не теряя времени, Хокинс связался с некоторыми участниками этой экспедиции (Фрэнсисом Дрейком и другими) и договорился о новом совместном плавании.
2 октября шесть судов Хокинса покинули Плимут, имея на борту около пятисот моряков и солдат. Только на третий день командир экспедиции собрал своих капитанов на совещание и известил их о цели похода. Начало плавания принесло первые сюрпризы. 9 октября на флотилию обрушился страшный шторм, разметавший суда в разные стороны. Громоздкий и неповоротливый «Jesus of Lyubek» четверо суток носило по вспененным волнам. Наконец флагман дал течь и его измученная команда начала роптать. Но Хокинс твёрдой рукой подавил разгоравшийся на корабле мятеж.
Судам флотилии удалось собраться вместе лишь на Канарских островах. Там отремонтировали такелаж, пополнили запасы продовольствия, дров и пресной воды. 4 ноября корабли снова вышли в море, взяв курс на мыс Бланко (современный Нуадибу в Западной Сахаре). У африканского побережья англичане обнаружили три брошенные португальские каравеллы. Лучшую из них Хокинс присоединил к своей флотилии.
Добравшись до устья реки Сенегал, корсары организовали облаву на негров. В одной из деревень их пленниками стали несколько женщин и детей. Но попытка углубиться дальше в лес была пресечена отрядами чернокожих воинов. Отступая под градом отравленных стрел, англичане вынуждены были вернуться на борт кораблей. Через неделю восемь раненых матросов умерли после мучительной агонии. Хокинсу, также получившему ранение, чудом удалось выжить.
Обогнув Зелёный Мыс, флотилия приблизилась к устью реки Гамбия и здесь обнаружила стоявшие на якоре шесть небольших судов под французским флагом. Два французских корабля под командованием корсара Робера Блонделя (англичане называли его Блэндом) присоединились к Хокинсу.
До Рождества корабли крейсировали у берегов Гвинеи, но удача, казалось, отвернулась от них. В трюмах находилось не больше ста пятидесяти невольников. Наступил 1568 год, и Хокинс, опасавшийся приближения сезона штормов, начал сомневаться в успехе всего предприятия. 12 января флотилия достигла берегов Сьерра-Леоне. Была плохая погода, к тому же часть команды болела. Командир экспедиции велел готовиться к переходу через Атлантику. От банкротства англичан спас случай. К борту «Jesus» подошла туземная пирога, в которой прибыл посланник от местного племенного царька. Этот царёк искал союзников для борьбы с соседним племенем, вождь которого укрылся в хорошо укреплённом городе. Англичанам было обещано, что все пленные, захваченные в сражении, станут их собственностью. После некоторых раздумий Хокинс согласился помочь «королю Сьерра-Леоне».
15 января на берег высадилось двести корсаров, которые должны были участвовать в атаке. Сорок человек Хокинс отправил в лагерь союзников, поручив им руководить туземными войсками. Предстояло взять город, в котором проживало от 8 до 10 тысяч жителей и гарнизон которого насчитывал шесть тысяч человек. Город был окружён высоким палисадом, под стенами были вырыты волчьи ямы. На штурм укреплений пришлось потратить два дня. Отряд Хокинса, поддерживаемый огнём корабельной артиллерии, атаковал город со стороны реки, туземные войска штурмовали земляные валы и палисад с остальных трёх сторон. В конце концов город был подожжён и захвачен, начался погром. В руки англичан, потерявших четыре человека убитыми и 42 ранеными, попало около 250 негров. Воины «короля Сьерра-Леоне» взяли в плен шестьсот человек. Хокинс надеялся, что царёк сдержит своё обещание и отдаст всех пленных ему, но просчитался: царёк уступил ему из своей добычи всего лишь семьдесят человек.
Погрузив добычу на корабли, англичане в начале февраля 1568 года покинули африканские воды. 27 марта флотилия достигла острова Доминика (Малые Антильские острова). Отдохнув и пополнив запасы провизии, пошли к побережью Южной Америки. Часть негров удалось продать испанцам на островах Маргарита и Кюрасао. Близ Кюрасао флотилия разделилась: корабли «Angel» и «Judith» под командованием Фрэнсиса Дрейка отправились в Рио-де-ла-Ачу, а сам Хокинс с остальными судами пошёл к Борбурате. Там под угрозой нападения он принудил испанских колонистов купить у него рабов и английские товары, после чего поспешил к Рио-де-ла-Аче на соединение с кораблями Дрейка.
Дрейку не удалось договориться с местным губернатором Мигелем де Кастельяносом о торговле и, желая припугнуть последнего, он обстрелял город из пушек. Когда подоспел Хокинс, англичане решили высадить на берег десант из двухсот человек. На рассвете корабли открыли огонь по форту и городу; моряки и солдаты, высадившись на берег, легко овладели испанскими укреплениями и, войдя в Рио-де-ла-Ачу, нашли её покинутой. Жители успели бежать в окрестные леса, прихватив с собой самые ценные вещи. В отместку англичане подожгли город.
Один из рабов Кастельяноса, попавший в руки корсаров, в обмен на свободу пообещал провести их к месту, где скрывались беглецы и где была спрятана городская казна. Ночью англичане напали на спящий лагерь испанцев и нашли в нём сундуки, полные жемчуга, золотого песка, изумрудов, золотых и серебряных монет. Дрейк хотел забрать эти сокровища, но Хокинс решил поступить иначе. Он отправил губернатору письмо, в котором говорилось следующее:

Если вы не предоставите нам торговой привилегии, ваши сокровища останутся на моем корабле, а город будет сожжён. Но если вы купите наших негров, мы все это вернем.
Плантаторы и купцы потребовали от Кастельяноса пойти на уступки, что тот и сделал. Хокинс вернул испанцам их сокровища и заложников, после чего сбыл не менее ста пятидесяти невольников. Сам губернатор купил двадцать негров, уплатив за них 1000 песо (в письме королю Кастельянос уверял, что заплатил англичанам 4000 песо в качестве выкупа за пленных испанцев, а также за то, чтобы уберечь город от сожжения). Хокинс подарил губернатору бархатный плащ с позолоченными пуговицами. Губернатор в ответ преподнёс пояс, обшитый жемчугом. У Хокинса осталось 57 негров. Он пытался сбыть их в Картахане[уточнить], но испанцы отразили его нападение.
24 июля флотилия двинулась от берегов Южной Америки к Юкатанскому проливу, в августе вышла в Мексиканский залив и, обогнув кубинский мыс Сан-Антонио, попыталась yйти из Вест-Индии Флоридским проливом, однако разыгравшийся шторм жестоко потрепал английские суда и Хокинсу пришлось искать подходящую гавань для ремонта. Пленные испанцы с трёх захваченных судов посоветовали ему идти в гавань Сан-Хуан-де-Улуа, расположенную близ Веракруса. 15 сентября он прибыл туда и заявил, что желает лишь отремонтировать суда и пополнить запасы провизии. Утром 17 сентября в море неожиданно показался испанский «Серебряный флот» — тринадцать торговых судов, сопровождаемых двумя военными галеонами. На одном из них находился вице-король Новой Испании дон Мартин Энрикес. Последний обещал выпустить англичан из гавани, если они пропустят испанские корабли в порт. В противном случае он грозился войти туда с боем.
20 сентября стороны обменялись заложниками, и испанский флот был допущен в гавань. «Гавань была очень маленькой, — писал один из биографов Хокинса и Дрейка, — и испанские корабли стали совсем рядом с английскими. Ближе всего стоял „Minion“. Между ним и ближайшим испанским кораблём было примерно 17 м. Капитаны испанских кораблей были в высшей степени любезны и предупредительны. Но от Хокинса не укрылись опасные действия дона Мартина. Тот послал на лодке своего гонца к губернатору порта с приказом собрать на берегу тысячу солдат в полной боевой готовности.
В течение двух дней, пока команды судов обменивались любезностями, к берегу были стянуты войска. Хокинс увидел, что ночью между „Minion“ и испанским кораблём встало большое торговое судно, которое почти касалось борта „Minion“. Хокинс также заметил, что на это судно перешли моряки с других испанских кораблей. Он послал протест вице-королю. Последний отвечал, что дал приказание прекратить всякие действия, вызывающие подозрения англичан. Но Хокинс, видя, что ничего не изменилось, послал вторичный протест, направив к вице-королю шкипера Роберта Барретта с „Jesus of Lyubek“, хорошо говорившего по-испански. Положение осложнялось ещё и тем, что значительная часть английских матросов сошла на берег, где испанские хозяева усердно угощали их вином. Вице-король, поняв, что Хокинс догадался о его намерениях, приказал запереть Барретта в каюте, выбежал на палубу и взмахнул белым шарфом. Затрубили трубы и масса людей хлынула с испанского судна на „Minion“. С другого борта стоял „Jesus of Lyubek“, и Хокинс приказал солдатам и матросам переходить с него на „Minion“. Одновременно был дан выстрел по вице-адмиральскому кораблю, которым был взорван пороховой склад и убито 300 испанцев. „Minion“ был отбит. В сражение вступили все корабли. В маленькой гавани, шириной всего в полмили, жестоко бились 20 судов. Пороховой дым окутал корабли. Ничего нельзя было разобрать».
Испанцы потеряли четыре корабля, но потери англичан тоже были значительными: «Angel» и «Swallow» пошли ко дну, «God’s blessing» сильно повреждено, «Jesus of Lyubek» едва держался на плаву. Испанцы направили в сторону английских парусников брандеры. В этой критической ситуации Хокинс пожертвовал своим флагманом и решил спасаться на «Minion». Дрейк на «Judith» тоже вырвался из гавани в открытое море. Поскольку «Minion» был перегружен людьми, Хокинс 7 октября вынужден был высадить 114 добровольцев на берег близ гавани Пануко (ныне Тампико). Часть из них позже была схвачена испанцами, которые доставили пленников в Мехико. Вместо того, чтобы тут же отправить этих еретиков на костёр, местные власти, ссылаясь на острую нужду в опытных мастеровых и рабочих руках, определили их на работу в свои поместья.
Джон Хокинс же смог вернуться в Плимут лишь 25 января 1569 года, четыре месяца спустя после бегства из Сан-Хуан-де-Улуа.

## 1570—1587 годы
Желая отомстить испанцам, Хокинс притворился союзником короля Филиппа II. Он предложил охранять подступы к Испанской Америке с помощью своих кораблей в обмен на участие в вест-индской торговле. Для лучшего осуществления своего плана Хокинс даже стал участником заговора против королевы Елизаветы. И испанский посол, и Филипп II поверили в его искренность. За свои услуги он просил освободить из испанских тюрем его матросов и возместить нанесённый ему в 1568 году ущерб. К концу 1571 года часть пленных матросов была действительно освобождена, а Хокинс получил 40 тысяч фунтов стерлингов компенсации. Кроме того Филипп II выдал ему патент испанского гранда. Тем временем, посвящённый в тайны заговорщиков, Хокинс обо всем информировал английское правительство. Заговор был раскрыт. В январе 1572 года королева велела испанскому послу немедленно покинуть Англию.
Временно отказавшись от участия в каких бы то ни было экспедициях, Джон Хокинс начал «делать карьеру» на берегу. В 1571 году он стал членом британского парламента от Плимута. Будучи женатым на Кэтрин, дочери казначея королевского флота Бенджамина Гонсона, Хокинс получил доступ в администрацию флотского министерства. В 1577 году он заменил своего тестя на посту казначея королевского флота, а в 1589 году стал также контролёром флота. Благодаря его стараниям были отремонтированы двадцать два королевских судна и построены новые боевые корабли — низкие, длинные и узкие, обладающие высокой маневренностью и вооружённые тяжёлыми орудиями. В то же время Хокинс финансировал приватирские экспедиции, охотившиеся за испанскими судами у Азорских островов и в Вест-Индии.

## Армада

Герб, пожалованный Джону Хокинсу вместе с титулом

В 1588 году Джон Хокинс принял участие в разгроме Испанской Армады, командуя кораблём «Виктори». В ранге контр-адмирала флота он был членом военного Совета и отличился в сражениях с кораблями Армады у Плимута, близ Портленда, у острова Уайт, близ Кале и при Гравелине.

## Картофель, табак и акулы
По некоторым источникам, Джон Хокинс так или иначе имеет отношение к этим трём символам той эпохи.
Картофель был впервые ввезён в Англию (или, скорее, Ирландию) Хокинсом в 1563 или 1565 году (источники расходятся). По другим сведениям, за ту же заслугу в Англии имеется памятник Дрейку . Наконец, третья группа исследователей считает, что картофель начал культивировать в Ирландии Уолтер Рэли, который имел там поместья и занимал официальные должности. Несомненно одно: впервые картофель завезли в Европу испанцы в 1536 году, на Британских же островах он появился в елизаветинскую эпоху.
Некоторые исследователи утверждают, что Хокинс ввёл в употребление в Англии табак. Одни источники называют 1569 год, другие 1564. Второе более вероятно, так как в дневниках второго плавания он упоминает «Tobacco», то есть табак. Однако «Британника» называет Дрейка и Рэли. Скорее всего, вопрос о первенстве так и останется открытым.
Оксфордский словарь отмечает, что английское слово «акула» (англ. shark) введено в обиход именно моряками Хокинса, в 1569 году привёзшими один экземпляр для демонстрации в Лондоне. Было выдвинуто предположение, что shark было производным от xoc майянского диалекта Юкатана, что переводится как «рыба».

## Смерть
В 1590 году Джон Хокинс в компании с известным мореплавателем и пиратом Мартином Фробишером совершил корсарскую экспедицию к Азорским островам. В том же году вместе с Дрейком он основал богадельню для больных и состарившихся моряков (существует и поныне), которая в 1592 году была дополнена больницей, а в 1594 году — госпиталем сэра Джона Хокинса.
В 1591 году умерла его первая жена. Хокинс через некоторое время женился во второй раз. Его новой супругой стала Маргарет Воан.
Свою последнюю экспедицию Хокинс против испанцев предпринял в 1595 году в компании с Фрэнсисом Дрейком. Лондонское купечество вложило в это предприятие 60 тысяч фунтов стерлингов и снарядило двадцать один корабль. Флотилия покинула Плимут 29 августа и в сентябре попыталась захватить город Лас-Пальмас на Канарских островах. После провала этой операции Дрейк и Хокинс взяли курс на Вест-Индию, чтобы атаковать город Сан-Хуан на острове Пуэрто-Рико. 12 ноября, в три часа пополудни, когда корабли подошли к Сан-Хуану, тяжело болевший Джон Хокинс скончался на борту своего корабля «Garland». Умирая, он завещал 2 тысячи фунтов стерлингов королеве Елизавете для компенсации её возможных потерь от этой экспедиции, а «моему дорогому кузену сэру Фрэнсису Дрейку — мой лучший бриллиант и крест с изумрудом».
Сын Джона Хокинса, сэр Ричард Хокинс, тоже был известным корсаром.
Имя Хокинса привлекло внимание широкой общественности в 2006 году, когда один из его потомков, Эндрю Хокинс, принёс публичные извинения за участие предка в работорговле.

## В художественной литературе
- Губарев В. К. Джон Хокинс — работорговец и корсар // Губарев В. К. Пираты Карибского моря: Жизнь знаменитых капитанов. — М.: Эксмо, Яуза, 2009. — С. 21-28.